# Gunungia rimba
Gunungia rimba är en fjärilsart som beskrevs av Ruesler och Kuppers 1979. Gunungia rimba ingår i släktet Gunungia och familjen mott. Inga underarter finns listade i Catalogue of Life.